# Cosmoquímica
Cosmoquímica é a ciência que estuda as composições químicas dos astros, como estrelas, planetas e suas luas.  A espectroscopia é um dos métodos mais utilizados para se descobrir a composição dos astros. Consiste em se emitir uma radiação que torna uma frequência de onda, captá-la e analisá-la, permitindo se desvendar a composição química.